# イーストリーFC
イーストリー・フットボール・クラブ（Eastleigh Football Club）は、イングランド・ハンプシャー・イーストリーを本拠地とするサッカークラブチームである。2021-2022シーズンはナショナルリーグ（5部相当）に所属。

## タイトル

### 国内タイトル
- ハンプシャー・シニアカップ:1回

2012
- ウェセックスリーグ:1回

2002-2003

### 国際タイトル
- なし

## 歴代所属選手
- フィッツロイ・シンプソン 2007-2008
- スティーブ・クック 2009-2010
- ジェイミー・スラッバー 2010-2012
- リー・クック 2015-2016
- ギャヴィン・ホイト 2016-2018
- グラハム・スタック 2017-2018
- マーク・イェイツ 2017-2019